# Airco DH.9A
L'Airco DH.9A est un bombardier léger monomoteur britannique conçu et utilisé pour la première fois peu avant la fin de la Première Guerre mondiale.

## Description et histoire
L'Airco DH.9A est un biplan monomoteur britannique de bombardement. Il a été introduit sur le front de l'Ouest en juin 1918. Il a effectué des missions contre les chemins de fer, les aérodromes et les centres industriels allemands.